# Yes ka No ka Hanbun ka
Yes ka No ka Hanbun ka (jap. イエスかノーか半分か) ist eine Light Novel von Michi Ichiho mit Illustrationen von Lala Takemiya. Die Reihe erscheint in Japan seit 2014. Die Geschichte um die Liebe zwischen einem Animator und einem Nachrichtensprecher wurde 2020 als Anime-Film adaptiert, der international als Yes, No, or Maybe? veröffentlicht wurde.

## Handlung
Der Nachrichtensprecher Kei Kunieda (国江田計) zeigt allen nach außen immer ein freundliches Gesicht. Insgeheim ist er von seinen Kollegen aber meist genervt. Seine Arbeit macht er zwar gut, wurde aber von seinen Vorgesetzten in diese Stelle gedrängt, weil die Potential in ihm sahen, ohne sie wirklich zu wollen. Nur nach Feierabend kann er seinen Launen freien Lauf lassen, wenn er entweder allein zuhause ist oder mit lässiger Kleidung und Mundschutz „verkleidet“ in seinem Viertel herumläuft. Nachdem Kunieda für seine Sendung ein Interview mit dem Animator Ushio Tsuzuki (都築潮) aufgenommen hat, stößt er abends privat auf ihn – und verursacht einen Unfall, bei dem sich Tsuzuki die Hand verletzt. Nach einigem Widerstand willigt er ein, Tsuzuki dafür bei seiner Arbeit zu helfen, denn er hat ein wichtiges Projekt abzuschließen. Seine Identität gibt er jedoch nicht preis und nennt nur „Owari“ als seinen Namen. Den immer sehr offen sprechenden Owari schließt Tsuzuki schnell ins Herz und spricht ebenfalls offen zu ihm. So über das Interview, bei dem er zu Kunieda unfreundlich war. Tsuzuki hatte schon schlechte Erfahrungen mit Moderatoren gemacht, die zwar ein freundliches Gesicht zeigen, aber ihre Kollegen schlecht behandeln. Kunieda, der beim Interview einem Kollegen half, sei aber anders und daher entschuldigt sich Tsuzuki schließlich bei ihm. Die Interviews werden fortgesetzt, da die Produktion Tsuzukis für Kuniedas Sender ein wichtiger Teil einer neuen Sendung wird, und so trifft Kunieda den Animator auch in dieser Rolle häufiger. Doch ihre Treffen als Owari werden angespannter, denn Tsuzuki will mehr über ihn erfahren. Schließlich küsst er Owari auf die Maske, der daraufhin davonläuft. Währenddessen wird der Moderator für die neue Sendung The News krank und Kunieda soll ihn ersetzen. Er fühlt sich der Aufgabe nicht gewachsen, bis ihm Tsuzuki Mut zuspricht. Er hat inzwischen erkannt, dass Kunieda und Owari die gleiche Person sind – und er sich in beide verliebt hat. Nach der entgegen Kuniedas Befürchtungen doch erfolgreichen ersten Sendung geht er zu Tsuzuki. Sie gestehen sich ihre Liebe ein und werden ein Paar.

## Veröffentlichung
Die Light Novel erscheint seit dem 8. November 2014 als Reihe beim Verlag Shinshokan. Nach der Hauptgeschichte in drei Bänden folgten Nebengeschichten in weiteren, bisher sechs Bänden. Eine englische Übersetzung wird von Seven Seas Entertainment herausgegeben.

## Anime-Film
Beim Studio Lesprit entstand eine Umsetzung des ersten Bandes der Reihe als Anime-Film mit 53 Minuten Laufzeit. Regie führte Masahiro Takata, das Charakterdesign entwarf Ayano Ōwada und als Produzent war Tomoyuki Morikawa verantwortlich. Die Musik wurde komponiert von Tomoki Hasegawa. Der Abspann ist unterlegt mit dem Lied Sekai to Kakurenbo von Atsushi Abe und Yoshihisa Kawahara. Nachdem der Film im Oktober 2019 erstmals angekündigt wurde, kam er am 11. Dezember 2020 im Rahmen der Veranstaltung BL Fes 2020 in die japanischen Kinos. Der Film wurde in einer Doppelvorstellung mit Marudase Kintarō gezeigt, ebenfalls ein Boys-Love-Anime. Im März 2021 wurde der Anime auf der Plattform Crunchyroll international veröffentlicht.

## Synchronisation
| Rolle         | Japanische Sprecher (Seiyū) |
| ------------- | --------------------------- |
| Kei Kunieda   | Taishi Murata               |
| Ushio Tsuzuki | Yoshitsugu Matsuoka         |